# (4472) Навашин
(4472) Навашин (лат. Navashin) — типичный астероид главного пояса, открыт 15 октября 1980 года советским астрономом Николаем Черных в Крымской астрофизической обсерватории и 25 апреля 1994 года назван в честь советского цитолога и цитогенетика Михаила Навашина.

## Обнаружение и именование
(4472) Навашин
Открыт 15 октября 1980 года в Научном Н. С. Черных.
Назван в честь выдающегося советского цитолога Михаила Сергеевича Навашина (1896—1973), который одним из первых предпринял детальное исследование хромосом человека. Выдающийся астроном-любитель, Навашин был отцом любительского производства телескопов в Советском Союзе. Изготовил несколько телескопов и написал несколько книг в помощь наблюдателям-любителям и изготовителям телескопов.
Оригинальный текст (англ.)4472 Navashin
Discovered 1980-10-15 by Chernykh, N. S. at Nauchnyj.
Named in honor of Mikhail Sergeevich Navashin (1896—1973), prominent Soviet cytologist, who was one of the first to undertake detailed research of human chromosomes. An outstanding amateur astronomer, Navashin was the father of amateur telescope making in the Soviet Union. He made several telescopes and wrote several books to aid amateur observers and telescope makers.
Источники: DISCOVERY.DB; M.P.C. 23352.

## Орбита

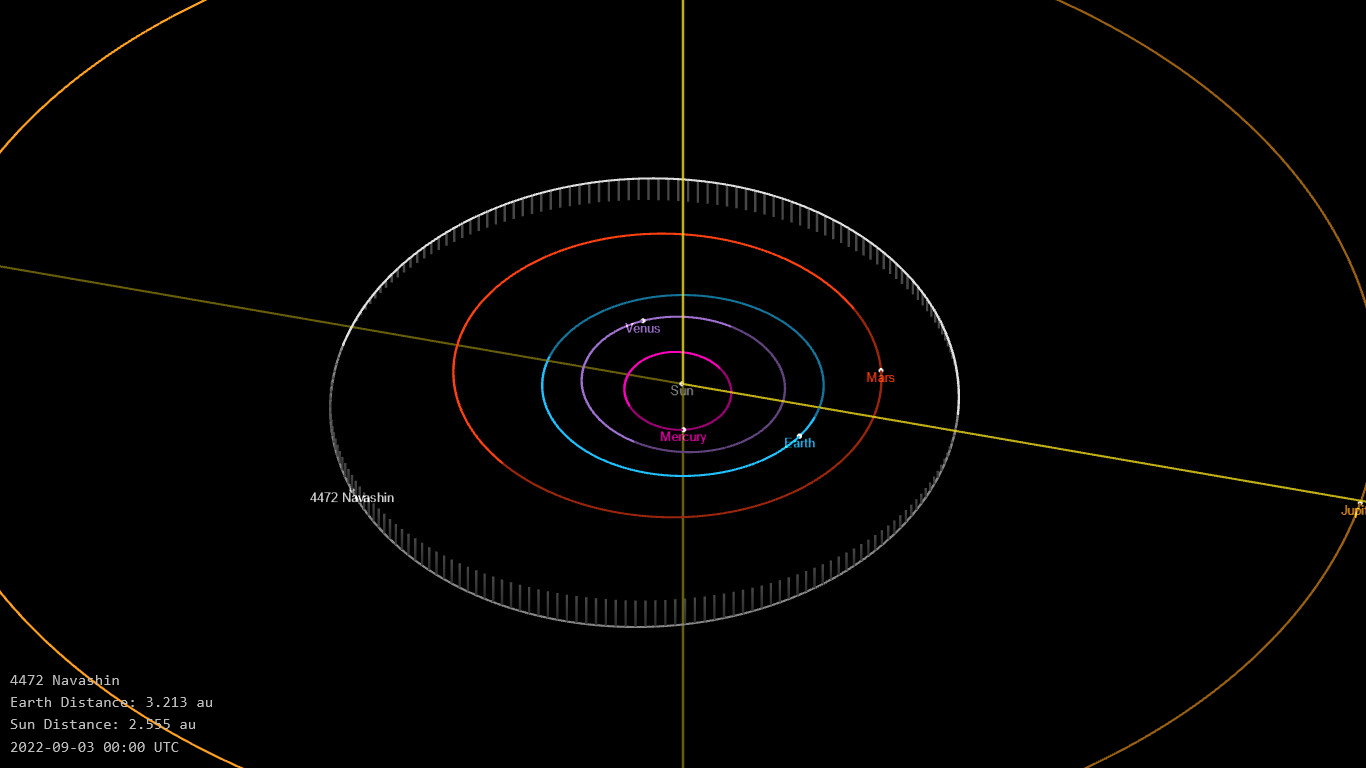
Орбита астероида Навашин и его положение в Солнечной системе

## Физические характеристики
Астероид относится к таксономическому классу S.
По результатам наблюдений в видимом и ближнем инфракрасном диапазоне космического телескопа NEOWISE диаметр астероида сначала оценивался равным 5,176±0,057 км, позже — 5,50±1,02 км, 5,62±1,38 км и 5,145±0,101 км. Согласно тем же источникам альбедо оценивается как 0,3457±0,0588, 0,31±0,18, 0,21±0,11 и 0,350±0,063.